# 鸭子山遗址
鸭子山遗址，位于中国青海省循化县查汗都期乡下庄村，为青海省市县级文物保护单位，公布日期为1987年6月10日，类型为古遗址。
鸭子山遗址的历史年代为半山类型、马厂类型。